# Lloret de Mar
Lloret de Mar település Spanyolországban, Girona tartományban. Lloret de Mar Vidreres, Tossa de Mar, Blanes, Tordera és Maçanet de la Selva községekkel határos. Lakosainak száma 42 600 fő (2024).

## Népesség
A település népessége az elmúlt években az alábbi módon változott:
| Lakosok száma | 819  | 3318 | 3330 | 3627 | 14 788 | 26 557 | 39 363 | 38 624 | 38 373 | 42 600 |
|               | 1717 | 1887 | 1936 | 1960 | 1986   | 2004   | 2009   | 2014   | 2019   | 2024   |